# Електроважмаш
Завод «Електроважмаш» — провідне державне підприємство України з розробки та виробництва турбо- і гідрогенераторів, великих електричних машин постійного струму для різних галузей народного господарства, єдиний в Україні постачальник комплектного електрообладнання для залізничного та міського електротранспорту. Крім того, підприємство розробляє та постачає електрообладнання для великовантажних кар'єрних самоскидів, надає послуги з проектування, ремонту та випробування електрообладнання.
Підприємство відіграє значну роль для електроенергетики України. ДП "Завод «Електроважмаш» входить до числа підприємств, що мають стратегічне значення для економіки та безпеки України. Турбогенераторами виробництва ДП завод «Електроважмаш», обладнано 73 % потужностей ТЕС України. На частку гідрогенераторів виробництва ДП завод «Електроважмаш», припадає 78 % встановленої потужності ГЕС України. На 2010 рік заводом виготовлено електрообладнання для більш ніж 40 тис. вантажних, пасажирських і маневрових тепловозів, які успішно працюють в Україні та в країнах ближнього та далекого закордоння.
ДП "Завод «Електроважмаш» виробляє продукцію для замовників з усього світу: Європа, Росія, Індія, Казахстан, Панама, Мексика та низка інших країн.

## Історія
- 1946 рік — урядом СРСР було підписано Указ про будівництво в Харкові на основі авторемонтних майстерень заводу тепловозного електрообладнання.
- 1947 рік — випущено перший тяговий електродвигун ДК 304Б для магістрального тепловоза ТЕ1. Одночасно відбувалось освоєння виробництва електричних апаратів, допоміжних електричних машин, а потім і тепловозних генераторів.
- 1949 рік — виготовлені перші зразки тепловозних генераторів.
- 1950 рік — розпочато їх серійне виробництво. З цього часу ХЕТЗ почав комплектне постачання електрообладнання, став єдиним у країні розробником та постачальником тягових електропередач тепловозів.
- 1954 рік — одночасно з випуском тепловозного електрообладнання на заводі розпочато виробництво турбо- і гідрогенераторів, а чотири роки потому, освоєно випуск прокатних двигунів постійного струму. Того ж року, були виготовлені три перших гідрогенератори підвісного типу потужністю 15 МВт для Езмінської ГЕС.
- 1955 рік — на заводі виготовлені чотири перших гідрогенератори потужністю 52 МВт для Каховської ГЕС.
- 1959 рік — підприємство отримало нове ім'я — завод «Електроважмаш». Виготовлено перший турбогенератор потужністю 200 МВт, який і зараз працює на Північній ГРЕС в Азербайджані.
- 1961 рік — Постанова Ради Міністрів Української РСР про надання Харківському заводу «Електроважмаш» імені В. Леніна (Ульянова).
- 1962 рік — виготовлено перший турбогенератор потужністю 300 МВт типу ТГВ-300 з безпосередньо водневим охолодженням.
- 1965 рік — виготовлений турбогенератор потужністю 500 МВт типу ТГВ-500 з воднево-водяним охолодженням.
- 1966 рік — завод нагороджено орденом Леніна за досягнення високих техніко-економічних показників роботи.
- 1970 рік — на заводі виготовлено унікальний турбогенератор потужністю 1000 МВт.
- 1992 рік — розпочато виробництво електрообладнання для тролейбусів, трамваїв, великовантажних автомобілів.
- 1995 рік — створено турбогенератор потужністю 120 МВт з повітряним охолодженням.
- 2001 рік — розроблено, а 2002 року випущено 1-й тяговий електродвигун АД914, призначений для роботи на електровозах ДС3 спільного виробництва НВК «Електровозобудування» (Дніпро) і «Сіменс» (Німеччина).
- 2003 рік — для удосконалення самоскиду БелАЗ (Жодіно, Білорусь) виготовлений синхронний генератор ГС 552У2.
- 2003 — 2004 роки — ДП завод «Електроважмаш» розробив та поставив ВАТ ХК «Луганськтепловоз» 30 комплектів електрообладнання для тепловозів ТЕ114І потужністю 2450 к.с., які поставляються в Ірак, розроблено та виготовлено електрообладнання для першого українського пасажирського тепловозу типу ТЕП 150 потужністю 4200 к.с. в секції.
- 2004 рік — розроблено та виготовлено набір сучасного тягового обладнання для першого українського пасажирського магістрального тепловоза ТЕ150У1 виробництва ВАТ ХК «Луганськтепловоз».
- 2005 рік — завод виготовив і поставив ВАТ ХК «Луганськтепловоз» комплект електрообладнання для першого українського маневрового тепловоза ТЕМ103. Для пересувної електростанції виробництва ВАТ «Мотор Січ» (Запоріжжя), цього ж року виготовлений один синхронний генератор ГС 549УХЛ2. Завершено виготовлення головного турбогенератора ТГВ-250-2ПТ3 для АЕС «Кайга-3» в Індії.
- 2006—2008 роки — в межах контракту з ВАТ «Турбоатом» заводом відвантажено перший з чотирьох турбогенераторів ТГВ-250-2ПТ3 потужністю 250 МВт для АЕС Індії. Виготовлено перший оборотний гідрогенератор-двигун СВО1255/250-40 для Дністровської ГАЕС. Виконано відновлювальний ремонт та відвантажено на Ташлицьку ГАЕС перший статор гідрогенератора-двигуна СВО1190/210-44. Виконано осучаснення двох гідрогенераторів СГК538/160-70М для Київської ГЕС і двох гідрогенераторів СГК2538/160-70М для Канівської ГЕС, першого гідрогенератора СВ1500/110-116М для Дніпродзержинської ГЕС. Виготовлені 9 тягових електродвигунів для електровоза 2ЕС4К Уральського заводу транспортного машинобудування, тендер на постачання яких завод виграв у провідних російських підприємств. Розпочато виготовлення головного зразка турбогенератора ТГВ −325- 2АУЗ для ТЕС «Аксу» Казахстан. Підприємство бере участь у виконанні Державної програми оновлення парка тролейбусів і трамваїв України.
- 2011 — у жовтні-листопаді ДП завод «Електроважмаш» уклав два важливих контракти: з ВТО «Технопромекспорт» на постачання до Алжиру (ТЕС Джиджель) набору вузлів та деталей для капітального ремонту турбогенератора ТГВ-200МТ3 з повною перемоткою статора. Та з ДП «Ровенькиантрацит» на постачання електродвигуна постійного струму типу П23/110-2,5 УХЛ4 загальною потужністю 2500 кВт[6] «Електроважмаш» виграв тендер на виготовлення комплекту турбогенераторного обладнання ТГВ-330-2МУЗ на суму 96,6 млн грн.[7].
- 2019 — у жовтні Міністерство розвитку економіки, торгівлі та сільського господарства України передало харківський завод "Електроважмаш" та Об'єднану гірничо-хімічну компанію - на приватизацію[8].
- 27 серпня 2021 року завод змінив форму власності з ДП на АТ.[9]
- 2021 – розпочато процес злиття з АТ «Українські енергетичні машини».[9]

## Продукція
- турбогенератори потужністю від 4 до 320 МВт з повним повітряним охолодженням;
- турбогенератори потужністю від 200 до 325 МВт з повним водневим охолодженням;
- турбогенератори потужністю від 200 до 500 МВт з воднево-водяним охолодженням;
- асинхронізовані турбогенератори потужністю 200 Мвт.;
- синхронні гідрогенератори і гідрогенератори-двигуни вертикального виконання потужністю 15-421 МВт;
- горизонтальні капсульні гідрогенератори потужністю від 5,1 до 40 МВт;
- синхронні електродвигуни вертикальні і горизонтальні потужністю 8 МВт і 2,5 МВт відповідно для привод водяних насосів зрошувальних каналів;
- великі електричні машини постійного струму потужністю від 100 кВт до 10000 кВт для приводів прокатних станів, шахтних підіймачів, металорізальних верстатів, пресів, крокувальних екскаваторів тощо.

Також підприємство розробляє та виготовляє тягове електрообладнання для тепловозів, електровозів, дизель-поїздів, трамваїв, тролейбусів, автосамоскидів, крокувальних екскаваторів, зокрема:
- тягові електродвигуни постійного струму типу ЕД потужністю від 46 до 900 кВт і змінного струму типу АД потужністю від 170 до 1200 кВт;
- генератори і агрегати тягові потужністю до 6000 кВт, генератори для автономних джерел живлення потужністю від 8 до 2500 кВт;
- допоміжні електричні машини;
- апарати електричні для залізничного транспорту та електронні пристрої.

Продукція підприємства сертифікована за Міжнародною системою управління якістю ISO 9001:2000.

## Розслідування
У березні-травні 2020 року, НАБУ провела розслідування щодо нанесення збитків заводу на 13,7 млн грн., у схемі брали участь щонайменше п'ятеро осіб.
У червні 2020 року, пресслужба Харківської обласної прокуратури повідомила, що силовики провели обшуки на "Електроважмаші" в зв'язку з продажем комплектувальних російському заводу. За даними слідства, в 2019-2020 роках посадові особи підприємства уклали низку збиткових угод, в ході яких під виглядом постачань англійській фірмі, агрегати для тепловозів продавали Брянському машинобудівному заводу. Всі розрахунки проводилися в російських рублях. Водночас цю продукцію продавали за заниженими цінами, попри складне фінансове становище ДП. Тільки відправлення двох агрегатів, завдала збитків на 1,1 мільйона гривень. Було відкрито кримінальне провадження за статтею 191 КК України ("Розтрата або привласнення майна").

## Фінанси
2010 р., завод збільшив обсяги виробництва на 7,9% до 875 млн грн. Чистий дохід — на 16,8% до 882 млн грн. Середньомісячна зарплата склала 2,6 тис. грн, сплачено 47 млн грн. податків до місцевого та 69 млн грн до держфонду. Чистий прибуток склав 36,4 млн грн., капітальні інвестиції — 35 млн грн.
Разом з тим, вже на початку 2021 року, завод мав суттєві борги перед працівниками із заробітної платні, що накопичувалися протягом декількох місяців. Вранці 1 березня 2021 року, робітники заводу перекрили рух транспорту на Проспекті Героїв Харкова в районі супермаркету «Клас». Як зазначив Голова профспілкової організації заводу Дмитро Ніконенко, "вийшли через невиплату заробітної платні на підприємстві за період грудень-січень. Грудень — у розмірі 70%, повністю не виплачена заробітна платня за січень. За даними, які надала адміністрація, заборгованість існує перед усіма працівниками". "Сума заборгованості — близько 24 млн грн за грудень та 18 млн грн за січень", - зазначив він.

## Керівництво
- Бусько Віктор Михайлович[16]
- Грівін Сергій Анатолійович — заступник головного конструктора, заслужений машинобудівник України[17].